# Al-Mutamid
Al-Mutamid (arabsko أبو العباس احمد بن جافر), bolj znan po svojem vladarskem imenu al-Mutamid Alalah (arabsko المتادم على الله, latinizirano: Odvisen od Boga), je bil od leta 870 do 892 kalif Abasidskega kalifata, * okoli 842, † 14. oktober 892. 
Njegova vladavina je zaznamovala konec 'anarhije v Samari' in začetek obnove Abasidov. Al-Mutamid je bil vladar samo na papirju, saj je večino časa v njegovem imenu vladal njegov brat al-Muvafak, ki je užival podporo vojske. Al-Mutamidova oblast je bila še bolj omejena po neuspelem poskusu pobega na ozemlje, ki jih je nadzoroval Ahmed ibn Tulun konec leta 882. Brat ga je dal v hišni pripor. Ko je al-Muvafak leta 891 umrl, je njemu zveste lojaliste hitro premagal al-Muvafakov sin al-Mutadid, ki je dobil očetova pooblastila. Ko je al-Mutamid leta 892 umrl, ga je kot kalif nasledil al-Mutadid. 

## Življenje
Al-Mutamid je bil sin kalifa al-Mutavakila (vladal 847–861) in kufanske sužnje Fitjan. Njegovo polno ime je bilo Ahmed ibn Abi Džafar, znan pa je bil tudi pod patronimom Abul Abas in po materi kot Ibn Fitjan.   Potem ko sta turška poveljnika Bajakbak in Jardžuh odstavila al-Muhtadija, ga je vojska izbrala za njegovega naslednika in ga 16. ali 19. junija 870 razglasila za kalifa z vladarskim imenom al-Mutamid Alalah. 21. junija je bil al-Muhtadi usmrčen.

### Vladanje in odnosi z al-Muvafakom
Prihod al-Mutamida na položaj kalifa je končal nemire, znane kot anarhija v Samari, ki so se začeli z umorom al-Mutavakila leta 861. V tem obdobju se je oblast kalifata v provincah sesula in centralna vlada je izgubila učinkovit nadzor nad večino kalifata izven Iraka. Na zahodu je Egipt padel pod oblast ambicioznega turškega vojaka Ahmeda ibn Tuluna, ki je imel v načrtu tudi osvojitev Sirije, medtem ko so Horasan in večino islamskega vzhoda prevzeli Safaridi pod Jakubom ibn al-Lajtom, ki je odstavil Abasidom zvestega guvernerja Mohameda ibn Tahirja. Na večini Arabskega polotoka so na oblast prišli lokalni mogotci, medtem ko je v Tabaristanu oblast prevzela radikalna šiitska dinastija Zajdi. V Iraku samem se je začel upor sužnjev, ki je kmalu ogrozil sam Bagdad, medtem ko so južneje oblasti grozili Karmati. Položaj al-Mutamida so spodkopavali tudi od znotraj, saj je med državnimi udari v prejšnjih letih resnična oblast prišla v roke elitnih turških vojakov in al-Mutamidovega brata Abu Ahmeda Talhe, ki je kot glavni vojaški poveljnik kalifata služil kot glavni posrednik med vlado kalifata in Turki. Ko je kalif al-Mutaz leta 869 umrl, je v Bagdadu prišlo celo do ljudskega nemira v prid njegovemu povišanju v kalifa.
V nasprotju z bratom se zdi, da al-Mutamid ni imel nobenih izkušenj s politiko in vpletenosti v njo in ne vzvoda moči, na katerega bi se lahko zanesel. Ko so Turki naslednje leto ubili al-Muhtadija, je bil Abu Ahmed v Meki. Takoj je odhitel proti severu v Samaro, kjer sta z Muso ibn Bugho dejansko odstavila al-Mutamida in prevzela nadzor nad vlado. Al-Mutamid je bil s tem degradiran na marionetnega vladarja in tak ostal do konca njegove vladavine. Ozemlje, na katerem je vladal Abu Ahmed je obsegalo večino ozemja, ki je še bilo pod oblastjo kalifata: zahodno Arabijo,  južni Irak z Bagdadom in Fars. Da bi navzven pokazal svojo oblast, si je nadel častno ime v slogu kalifov - al-Muvafak bi-Alah.  Ena od redkih pravic, ki jih je ohranil al-Mutamid, je bila pravica imenovanja svojih vezirjev. Za prvega je izbral izkušenega Ubajd Alaha ibn Jahja ibn Hakana, ki je že služil al-Mutavakilu. Med njegovim službovanjem je kot kalif ohranil nekaj svobode delovanja, po ibn Hakanovi smrti leta 877 pa je vezir postal al-Muvafakov tajnik Sulejman ibn Vahb. Ibn Vahba je kmalu odstavil in na njegovo mesto imenoval Ismaila ibn Bulbula, prava oblast pa je seveda ostala v rokah al-Muvafakovega novega tajnika Saida ibn Mahlada. Takšno stanje je trajalo do ibn Mahladovega padca leta 885, ko je Ibn Bulbul postal tako al-Mutamidov kot al-Muvafakov vezir.
20. julija 875 je al-Mutamid uradno uredil upravljanje države in nasledstvo. Njegov mladoletni sin Džafar je dobil častno ime al-Mufavad ila-llah, bil imenovan za dediča in dobil  zahodno polovico kalifata – Ifrikijo, Egipt, Sirijo, Džaziro in Mosul, Armenijo, Mihrajankadak in Hulvan. Al-Muvafak je prejel vzhodne province in bil imenovan za drugega dediča, razen v primeru, da bi kalif umrl, ko je bil al-Mufavad še mladoleten. V praksi al-Mufavad ni nikoli izvajal nobene resnične oblasti, saj je Al-Muvafak še naprej nadziral tudi zahodne province prek svojega zaupnega namestnika Muse ibn Buge, ki je bil imenovan tudi za al-Mufavadovega namestnika.
Al-Muvafakovo moč so še okrepile vojaške grožnje, s katerimi se je kalifat soočal na vseh frontah, saj se je lahko zanašal na zvestobo vojske. Aprila 876 sta al-Muvafak  in Musa ibn Bugha v bitki pri Dajr al-'Akulu preprečila poskus Jakuba ibn al-Lajta, da bi zavzel Bagdad, in rešila kalifat pred propadom. Odboj Safaridov je nato Abasidom omogočil, da so osredotočili svoje vire na zatiranje upora Zandžev na jugu. Upornikom je uspelo zavzeti velik del spodnjega Iraka in abasidskim vojskam zadali več porazov. Leta 879 je poveljstvo proti upornikom dobil al-Muvafakov sin Abu'l-Abas, bodoči kalif al-Mutadid (vladal 892–902). Naslednje leto se je kampanji pridružil tudi sam al-Muvafak. V nizu spopadov v močvirjih južnega Iraka so abasidske sile potisnile Zandžane proti njihovi prestolnici Muhtari, ki je avgusta 883 padla.

### Ibn Tulunov in al-Mutamidov poskus bega v Egipt
Al-Muvafak se je moral hkrati spopadati tudi z ambicioznim Ahmedom ibn Tulunom v zahodnih provincah. Ibn Tulun in abasidski regent sta se leta 875/876 sprla zaradi velikega nakazila denarja iz Egipta centralni vladi. Ibn Tulun je računal na rivalstvo med kalifom in njegovim premočnim bratom in poskušal ohraniti svoj položaj tako, da je večji delež davkov namesto al-Muvafaku nakazal al-Mutamidu: kalifu je dodelil 2,2 milijona zlatih dinarjev, njegovemu bratu pa le 1,2 milijona.{sfn|Bianquis|1998|p=95}} Al-Muvafak, ki se je zaradi boja proti Zandžanom imel za upravičenega do večjega deleža provincialnih prihodkov, je bil zaradi tega in zaradi spletk med Ibn Tulunom in njegovim bratom jezen. Za guvernerja Egipta je imenoval Muso ibn Bugha in ga poslal z četami v Sirijo. Zaradi pomanjkanja sredstev je odprava propadla, še preden je sploh dosegla Egipt. Ibn Tulunu je z al-Mutamidovo podporo leta 877/878 uspelo doseči, da je postal odgovoren za celotno abasidsko ozemlje v Siriji in Kilikiji na meji z Bizantinskim cesarstvom. Leta 881 je Ibn Tulun na kovance, ki so se kovali v kovnicah pod njegovim nadzorom, al-Mutamidovemu in  al-Mufavadovemu imenu dodal še svoje ime.
Jeseni 882 je tulunidski general Lulu prebegnil k Abasidom. Ker so mesta v Tugurju zavrnila tulunidsko oblast, je bil Ibn Tulun prisiljen ponovno osebno oditi v Sirijo. Al-Mutamid je izkoristil priložnost, pobegnil iz zapora v Samari in se z majhnim spremstvom odpravil na tulunidsko ozemlje. Saidu ibn Mahladu je uspelo opozoriti guvernerja Mosula, da je kalif pobegnil. Guverner je  prestregel in premagal al-Mutamida in njegovo spremstvo in ga februarja 883 vrnil v Samaro. V Samari so ga vtaknili v hišni pripor v palači Džavsak. Maja ali junija so ga premestili na jug v Vasit, kjer ga je al-Muvafak lahko osebno nadziral. V Samaro se je lahko vrnil šele marca 884. Medtem je bil prisiljen obsoditi Ibn Tuluna in za guvernerja Sirije in Egipta imenovati Išaka ibn Kundadža.
Leta 886/887 je kalif dolgoletnemu vladarju Armenije, Ašotu I. (vladal 862–890), podelil naziv 'kralj'. Armenski kralj je še naprej plačeval davek abasidskemu dvoru in priznaval kalifovo suverenost, vendar so bili tako on kot različni manjši armenski knezi de facto neodvisni vladarji.

### Al-Mutadidov vzpon na prestol in al-Mutamidova smrt
Leta 889 se je al-Muvafak iz nejasnih razlogov sprl s svojim sinom Abul-Abasom in ga dal zapreti. Al-Muvafak je naslednji dve leti preživel na pohodu v Džibalu v današnjem zahodnem Iranu. Ko se je maja 891 vrnil v Bagdad, je bil že na robu smrti. Poveljnik bagdadske garnizije in vezir Ismail ibn Bulbul sta skovala zaroto, da bi Abul-Abasa obdržala v zaporu in omogočila, da oblast preide na al-Mutamida. Poskus, da bi Abul-Abasa odstavili, je  propadel zaradi njegove priljubljenosti med vojaki in preprostimi ljudmi. Vojaki so po al-Muvafakovi smrti 2. junija Abul-Abasa osvobodili, nakar je takoj prevzel očetov položaj in vladarski naziv al-Mutadid bi-llah. Nemočnega al-Mufavada so 30. aprila 892 odstavili. Ko je al-Mutamid 14. oktobra 892 umrl, "očitno zaradi pretiranega pitja in jedače", je al-Mutadid postal novi kalif Abasidskega kalifata.